# Antoine Vigne
Antoine Vigne est un auteur de langue française,,,.
Il a publié plusieurs romans aux Éditions Bartillat et Courtes et Longues, ainsi que des ouvrages d’art, d’architecture et des livres et contes pour la jeunesse. Il écrit de la poésie, publiée notamment sur ses réseaux, ainsi que des articles pour différentes magazines, de Connaissance des Arts à l’Architecture d’Aujourd’hui,,,,,.
Il siège au comité directeur de la Fondation Camargo à Cassis, et de Boxo Projects à Joshua Tree en Californie,. Il accompagne aussi l’association SOS Méditerranée dans son développement aux États-Unis.

## Œuvres

### Littérature Générale
- 2023 : Tout s'écoule, Roman, Editions Bartillat, 142 p.,  (ISBN 2841007553), finaliste du Prix du premier roman 2023.
- 2018 : Le Vent des plaines, Roman, 272 p.  (ISBN 978-1980570400).

### Romans jeunesse
- 2019 : American Dreamer, Éditions courtes et longues, 2019, 318 p. (ISBN 978-2-35290-218-8 et 2-35290-218-5)[1],[2], finaliste du Prix du roman jeunesse de la SGDL.

### Contes et autres livres pour la jeunesse
- 2023: L'Arbre qui rêvait d'être un avion, Éditions courtes et longues, 48 p. (ISBN 978-2-35290-348-2)

- 2005 : Le Corbusier : l’Œil et le mot, Paris, Éditions Mango, 41 p. (ISBN 978-2-7404-1993-9 et 2-7404-1993-7)

### Livre d’art et documentaires
- 2014 : Le livre de l’espace, art et littérature de l’infini, Éditions courtes et longues (ISBN 978-2-35290-130-3 et 2-35290-130-8)
- 2013 : Les Erreurs dans l’architecture, Éditions courtes et longues, 2013, 144 p. (ISBN 978-2-35290-117-4 et 2-35290-117-0)
- 2012 : Les Erreurs dans l’histoire du XXe siècle, Éditions courtes et longues (ISBN 978-2-35290-094-8 et 2-35290-094-8)[13]